# Rikdag di Meißen
Rikdag, Ricdag, Riddag o Rihdag (... – 985), è stato margravio di Meißen (o della Turingia) dal 979 sino alla sua morte e margravio di Merseburgo e di Zeitz dal 982 alla morte.

## Biografia
Rikdag è probabilmente un progenitore della dinastia Wettin, figlio di Volkmar I († prima del 961), conte sassone dell'Harzgau. È menzionato come un parente agnatico di Teodorico I di Wettin, il quale era al servizio di Rikdag, e che fu cresciuto alla corte di Meißen; tuttavia, non si conosce esattamente il loro legame familiare.
Nel 982, egli acquisì anche le marche di Merseburgo e Zeitz. Nel 985, venne nominato conte di Schwabengau. Riunì temporaneamente tutto il sud della marca Geronis sotto il suo comando. Durante il suo periodo di governo fu costretto a fronteggiare le tribù dei Cutizi e dei Dalaminzi.
La figlia di Rikdag, Oda o Hunilda, sposò Boleslao I Chrobry, che successivamente divenne re di Polonia, ma quest'alleanza matrimoniale ebbe poca rilevanza politica a Meißen.
Nel 983, a seguito della sconfitta dell'imperatore Ottone II nella battaglia di Stilo, le popolazioni slave si ribellarono al Ducato di Sassonia. Havelberg e il Brandeburgo vennero distrutti e la marca di Zeitz venne devastata. Rikdag e Teodorico della Nordmark si unirono alle truppe dell'arcivescovo Gisilero di Magdeburgo e a quelle del vescovo di Halberstadt e sconfissero gli slavi a Belkesheim, presso Stendal. Ad ogni modo i tedeschi vennero limitati alle terre ad ovest dell'Elba.
Nel 985, Rikdag e sua sorella, Eilsuit, fondarono il monastero di Gerbstedt, nel quale egli venne sepolto e del quale ella fu la prima badessa. Le morti di Rikdag e Teodorico, avvenute nel medesimo anno, lasciarono il governo al successivo fratello.

## Famiglia e figli
Da una moglie di cui non ci è giunto il nome, Rikdag, ebbe la sopra menzionata Oda, un figlio ed un'altra figlia:
- Oda;
- Carlo († 28 aprile 1014), che fu conte di Schwabengau nel 992 e che fu ingiustamente privato dei propri benefici a causa di false accuse;[3][4]
- Gerburga († 30 ottobre 1022), che fu poi badessa di Quedlinburg.[senza fonte]